# Eulophus pimpinellae
Eulophus pimpinellae är en stekelart som beskrevs av Camillo Rondani 1874. Eulophus pimpinellae ingår i släktet Eulophus och familjen finglanssteklar.
Artens utbredningsområde är Italien. Inga underarter finns listade i Catalogue of Life.